# Evropská silnice E10
Evropská silnice E10 je evropskou silnicí 1. třídy. Začíná v norském Å, a končí ve švédském Luleå. Celá trasa měří 880 kilometrů.
Před rokem 1985 název E10 označoval trasu vedoucí z Paříže přes Brusel, Amsterdam do Groningenu. Silnice mezi Narvikem a Kirunou byla dokončena v roce 1984. Téhož roku byla pokřtěna norským králem Olafem V. a švédským králem Karlem XVI. Gustavem. Od té doby je tento úsek pojmenován Kong Olav Vs vei. Před tím neexistovalo silniční spojení mezi těmito městy a muselo se jezdit vlakem, nebo dlouhou objížďkou přes Finsko. Od roku 1992 značí E10 nynější trasu. Ke konci roku 2007 měla silnice E10 celkem 18 tunelů o celkové délce 20,4 kilometrů, všechny na území Norska.

## Trasa
- Norsko
  - Å – Leknes – Svolvær – Fiskebøll – Melbu – Sortland – Lødingen – Evenes – Narvik

- Švédsko
  - Abisko – Kiruna – Töre – Luleå

## Galerie

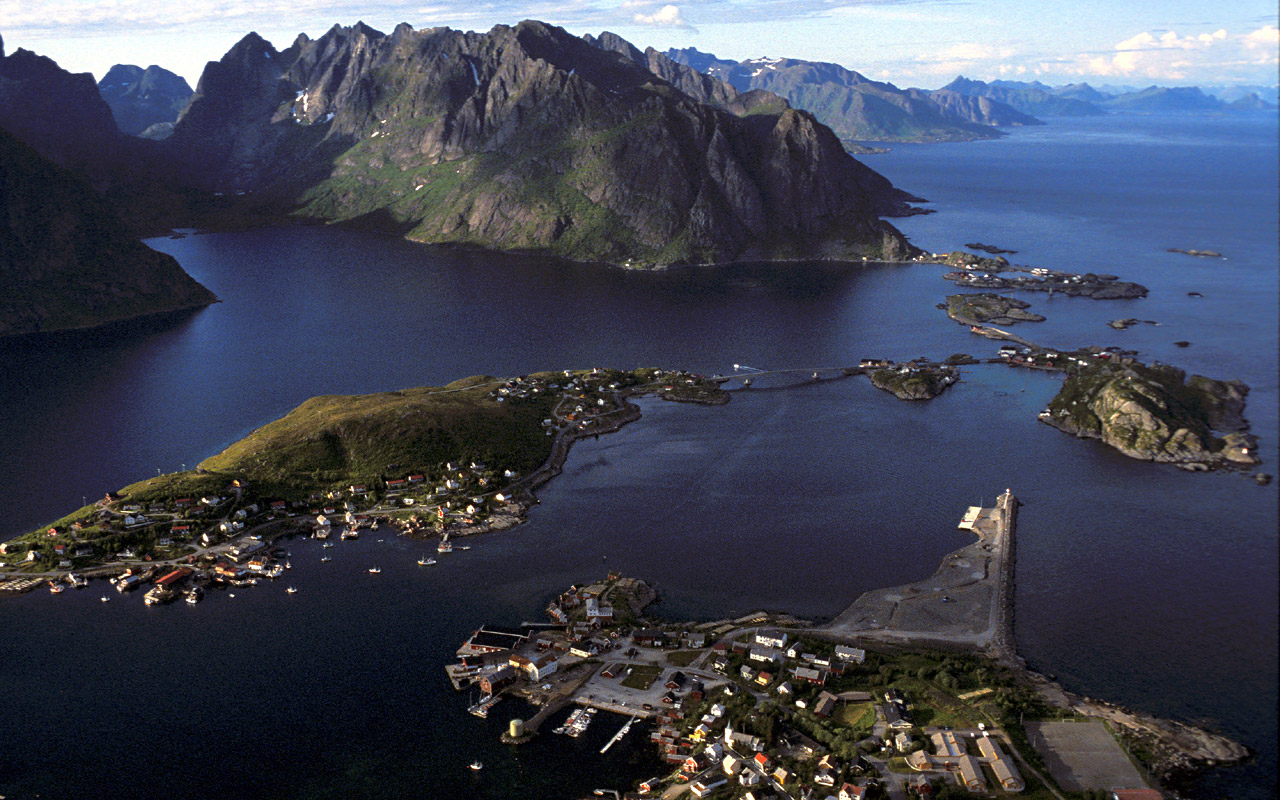
E10 poblíž Å
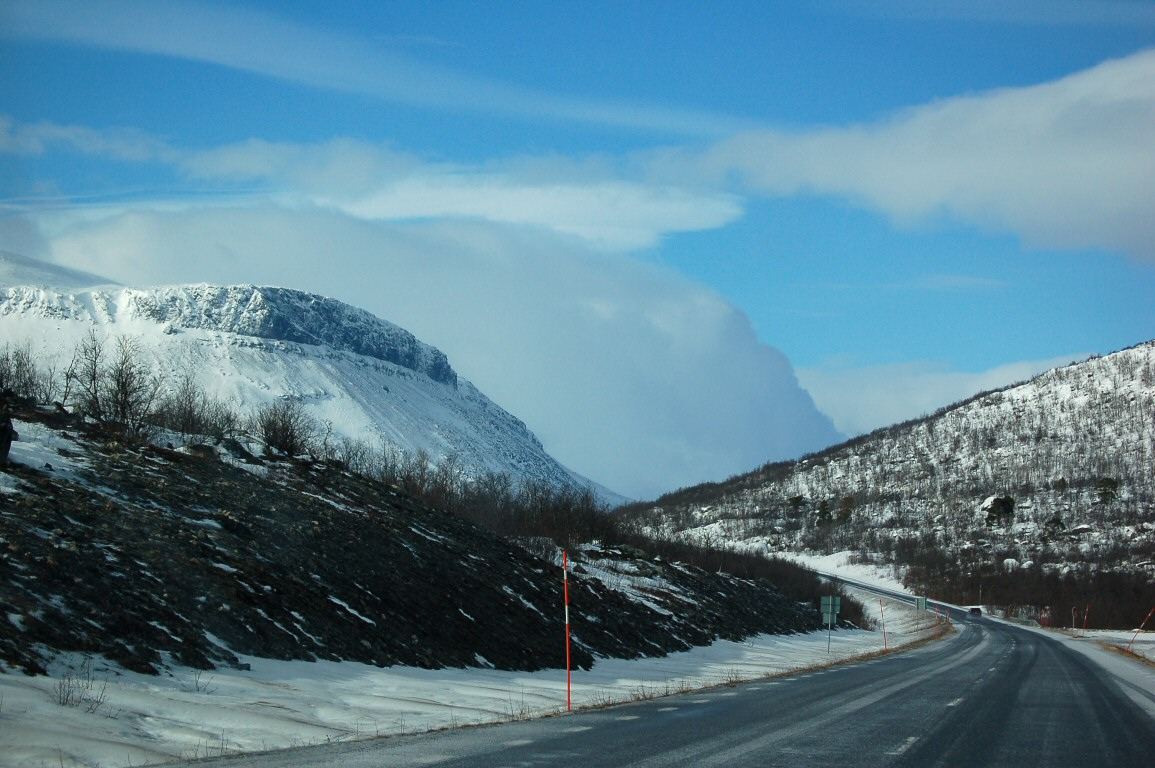
E10 poblíž Kiruny
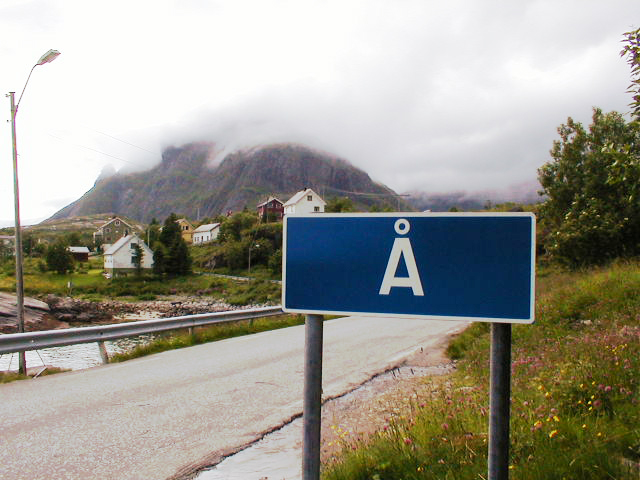
Začátek E10
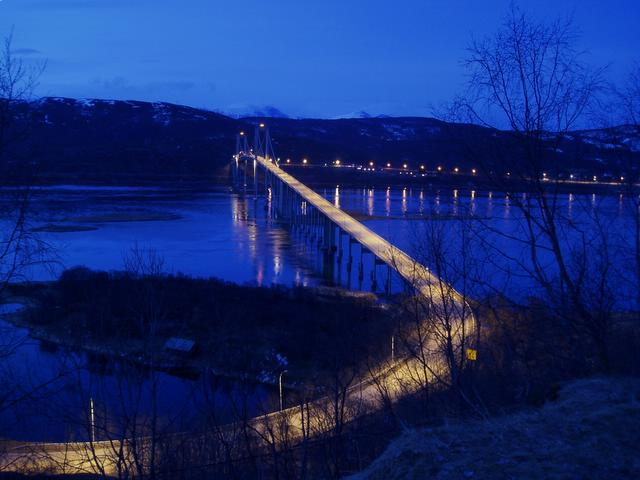
E10 v Norsku
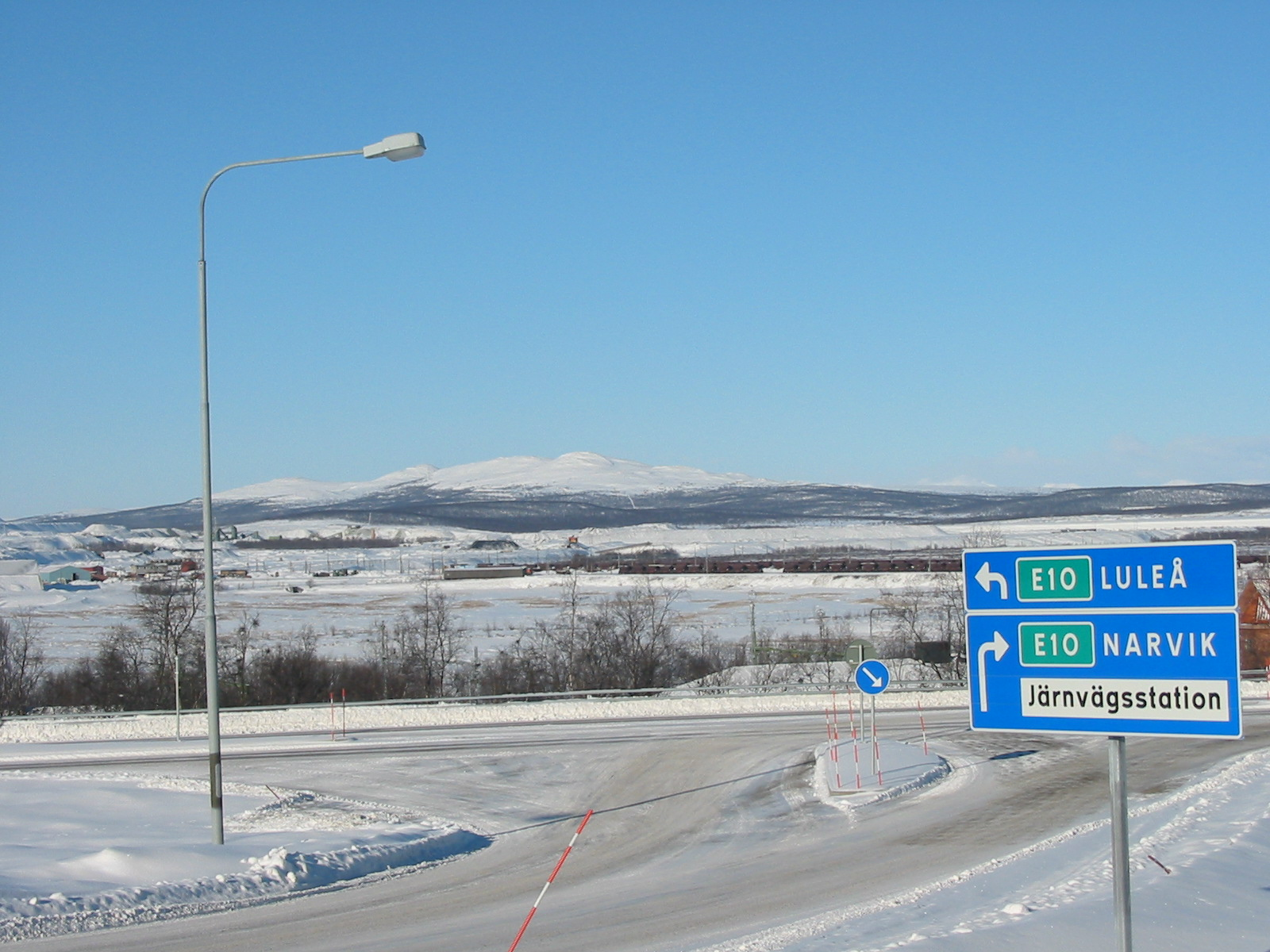
E10 v okolí Kiruny
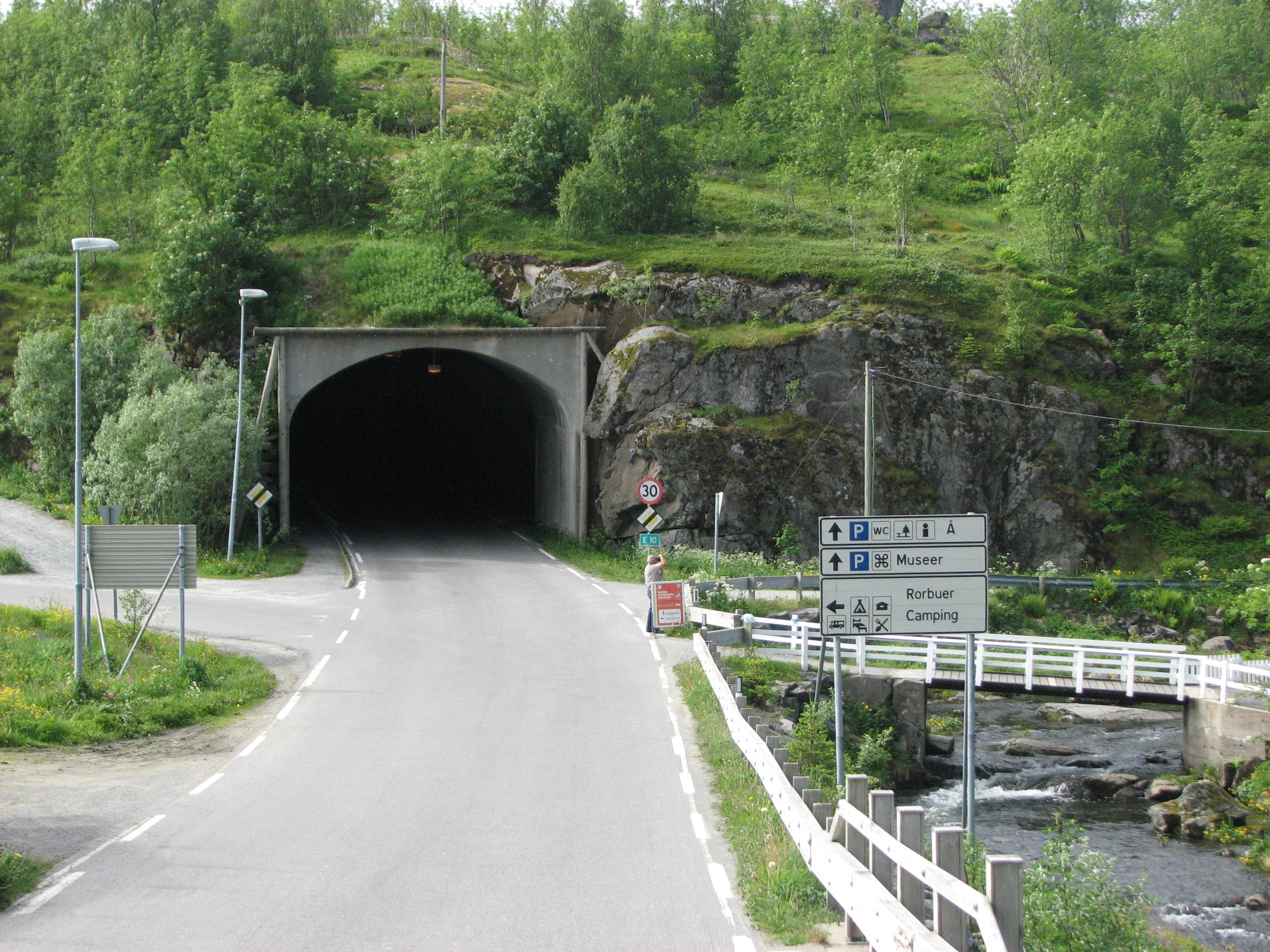
E10 v Å
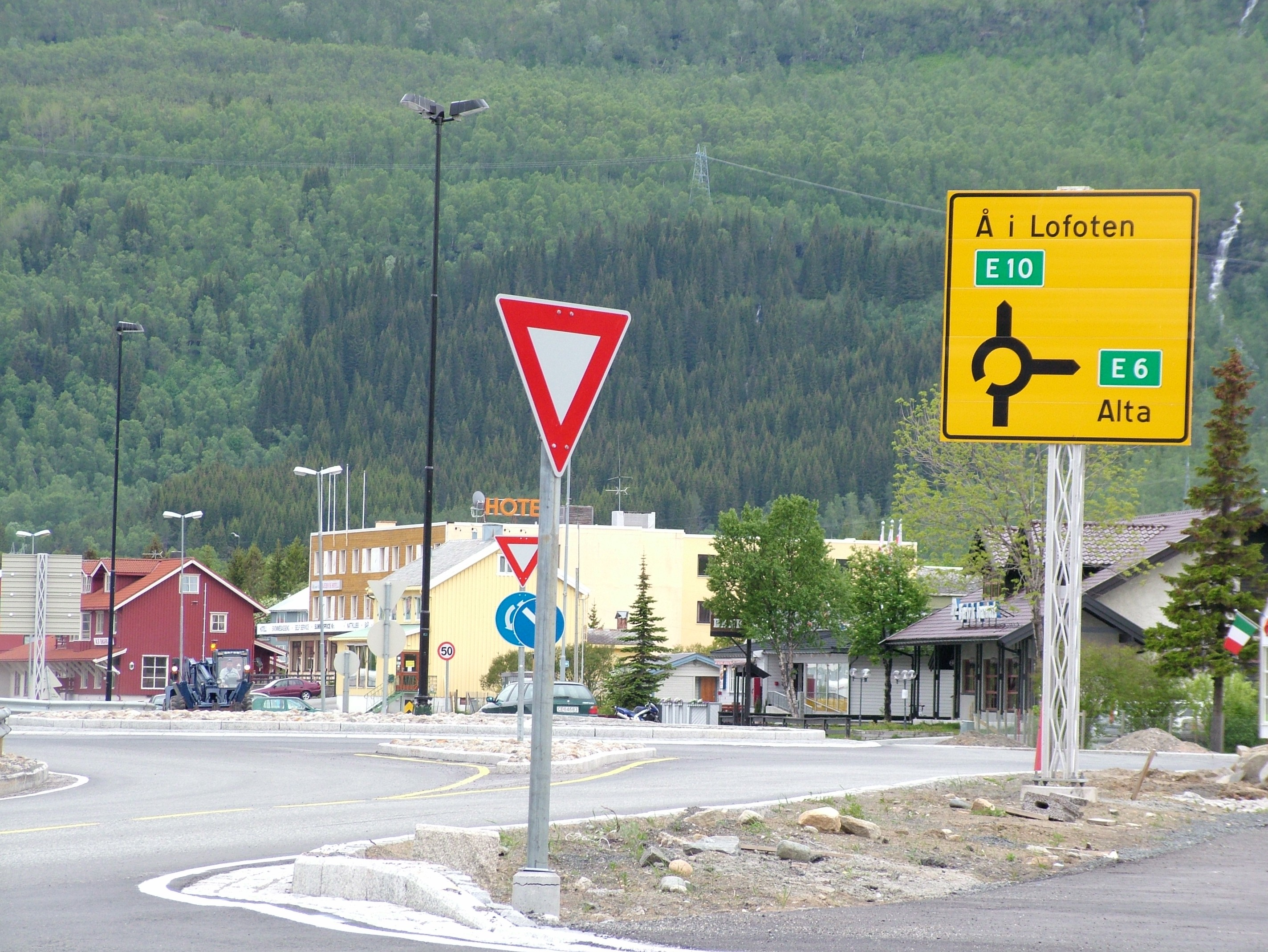
Křižovatka mezi E10 a E6